# Задње-горње зубне гране
Задње-горње зубне гране (лат. rami alveolares superiores posteriores) су бочне гране горњовиличног живца, којим има најчешће две и које се од њега одвајају у инфратемпоралној јами.
Од гране горњовиличног нерва оне се простиру косо унапред и наниже и пролазе кроз алвеоларне отворе (лат. foramina alveolaria) на испупчењу максиле, улазећи у коштане алвеоларне канале (лат. canales alveolares). Ови канали су смештени у предњем и задњем зиду виличног синуса и ту се ови живци спајају са осталим зубним гранама градећи на тај начин горњи зубни сплет.
Највећим делом задње-горње зубне гране учествују у инервацији горњих кутњака.